# Sapromyza avicola
Sapromyza avicola är en tvåvingeart som beskrevs av Malloch 1927. Sapromyza avicola ingår i släktet Sapromyza och familjen lövflugor. Inga underarter finns listade i Catalogue of Life.